# Pollyxenus
Pollyxenus är ett släkte av mångfotingar. Pollyxenus ingår i familjen penseldubbelfotingar.
Kladogram enligt Catalogue of Life:
| Pollyxenus | \| \| Pollyxenus anacapensis \| \| \| \| \| \| Pollyxenus lucidus \| \| \| \| |
|            | \| \| Pollyxenus anacapensis \| \| \| \| \| \| Pollyxenus lucidus \| \| \| \| |
|            | Afraustraloxenodes                                                            |
|            |                                                                               |
|            | Ankistroxenus                                                                 |
|            |                                                                               |
|            | Anopsxenus                                                                    |
|            |                                                                               |
|            | Apoxenus                                                                      |
|            |                                                                               |
|            | Chilexenus                                                                    |
|            |                                                                               |
|            | Eudigraphis                                                                   |
|            |                                                                               |
|            | Macroxenodes                                                                  |
|            |                                                                               |
|            | Macroxenus                                                                    |
|            |                                                                               |
|            | Mauritixenus                                                                  |
|            |                                                                               |
|            | Mesoxenontus                                                                  |
|            |                                                                               |
|            | Miopsxenus                                                                    |
|            |                                                                               |
|            | Monographis                                                                   |
|            |                                                                               |
|            | Pauropsxenus                                                                  |
|            |                                                                               |
|            | Polyxenus                                                                     |
|            |                                                                               |
|            | Propolyxenus                                                                  |
|            |                                                                               |
|            | Saroxenus                                                                     |
|            |                                                                               |
|            | Silvestrus                                                                    |
|            |                                                                               |
|            | Trichoproctus                                                                 |
|            |                                                                               |
|            | Typhloxenus                                                                   |
|            |                                                                               |
|            | Unixenus                                                                      |
|            |                                                                               |
|            | Pollyxenus anacapensis                                                        |
|            |                                                                               |
|            | Pollyxenus lucidus                                                            |
|            |                                                                               |

|  | Pollyxenus anacapensis |
|  |                        |
|  | Pollyxenus lucidus     |
|  |                        |